# Jetisu

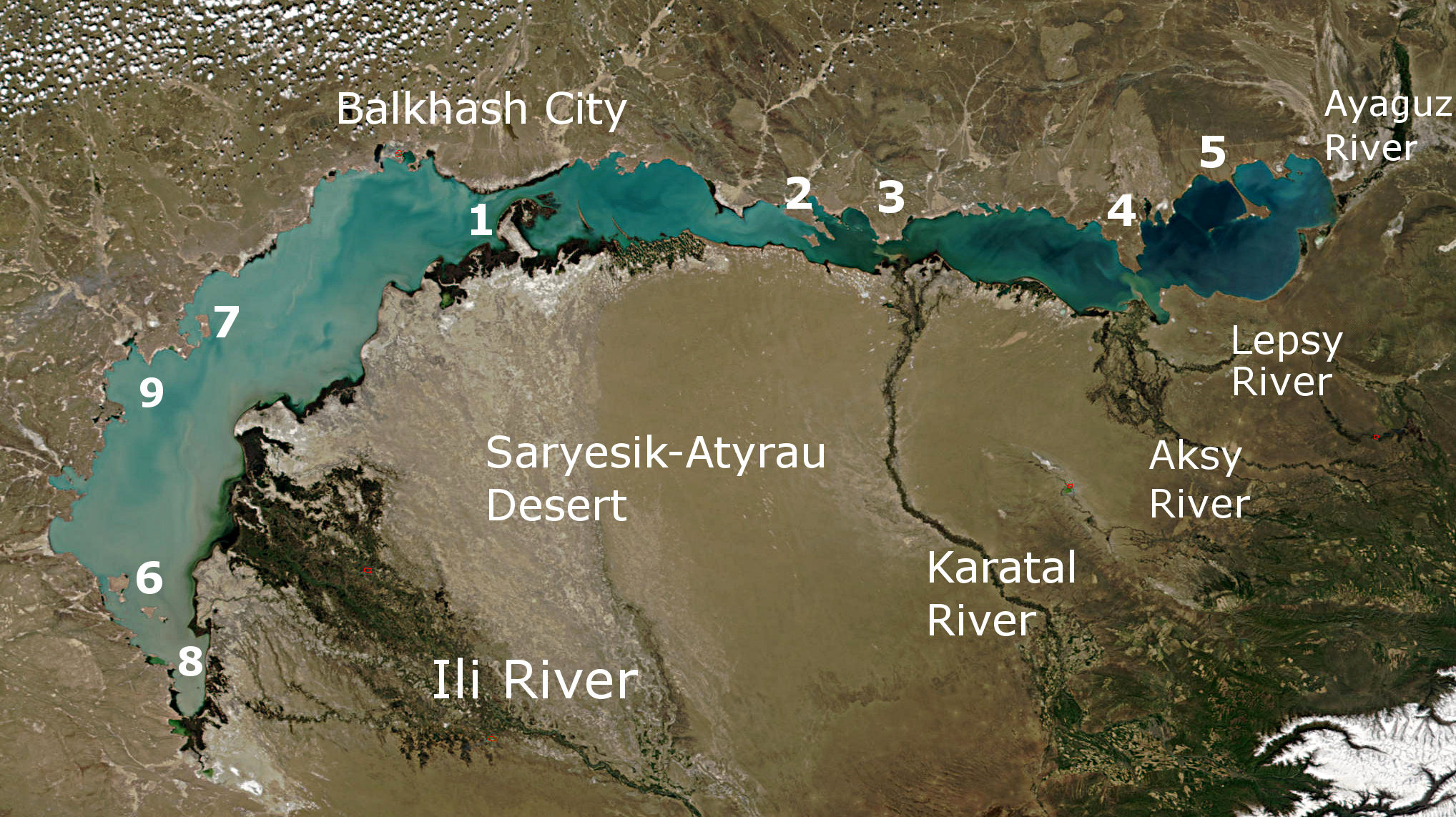
La región de los "siete ríos", solo cinco de los cuales aún existen en la actualidad.

Jetisu o Semirechie (en kazajo: Jetisu', Жетісу, pronunciado [ʒi̯ɘtɘsʊw] que significa "siete ríos"; también transcrito como Zhetisu, Zhetysu, Jetisuw, Jetysu, Jeti-su, Jity-su, етысу, Джетысуy, Yedi-su en turco, هفت‌آب Haft-āb en persa) es un nombre histórico de una parte de Asia Central, correspondiente a la parte sureste de la moderna Kazajistán. Debe su nombre, que significa "siete ríos" (literalmente "siete aguas") en kazajo y persa, a los ríos que fluyen desde el sureste hasta el lago Baljash.
Cuando la región se incorporó al Imperio ruso en el siglo XIX, se dio a conocer en ruso (y, en cierta medida, en idiomas europeos) como Semirechye (en ruso: Семиречье), que es un calco ruso del kazajo "Zhetysu". El nombre también se ha transcrito como Semiryechye, Semirech'e, Semirechiye, Semirechie, Semirechensk o Semireche.
Jetisu se sitúa en las actuales provincias de Almatý y Jetisu, que forman parte de Kazajistán. Sin embargo, la óblast de Semirechye, como unidad administrativa del Imperio ruso, incluía no solo el propio Jetisu sino también las tierras que ahora constituyen partes del norte de Kirguistán y las provincias adyacentes de Kazajistán.

## Geografía

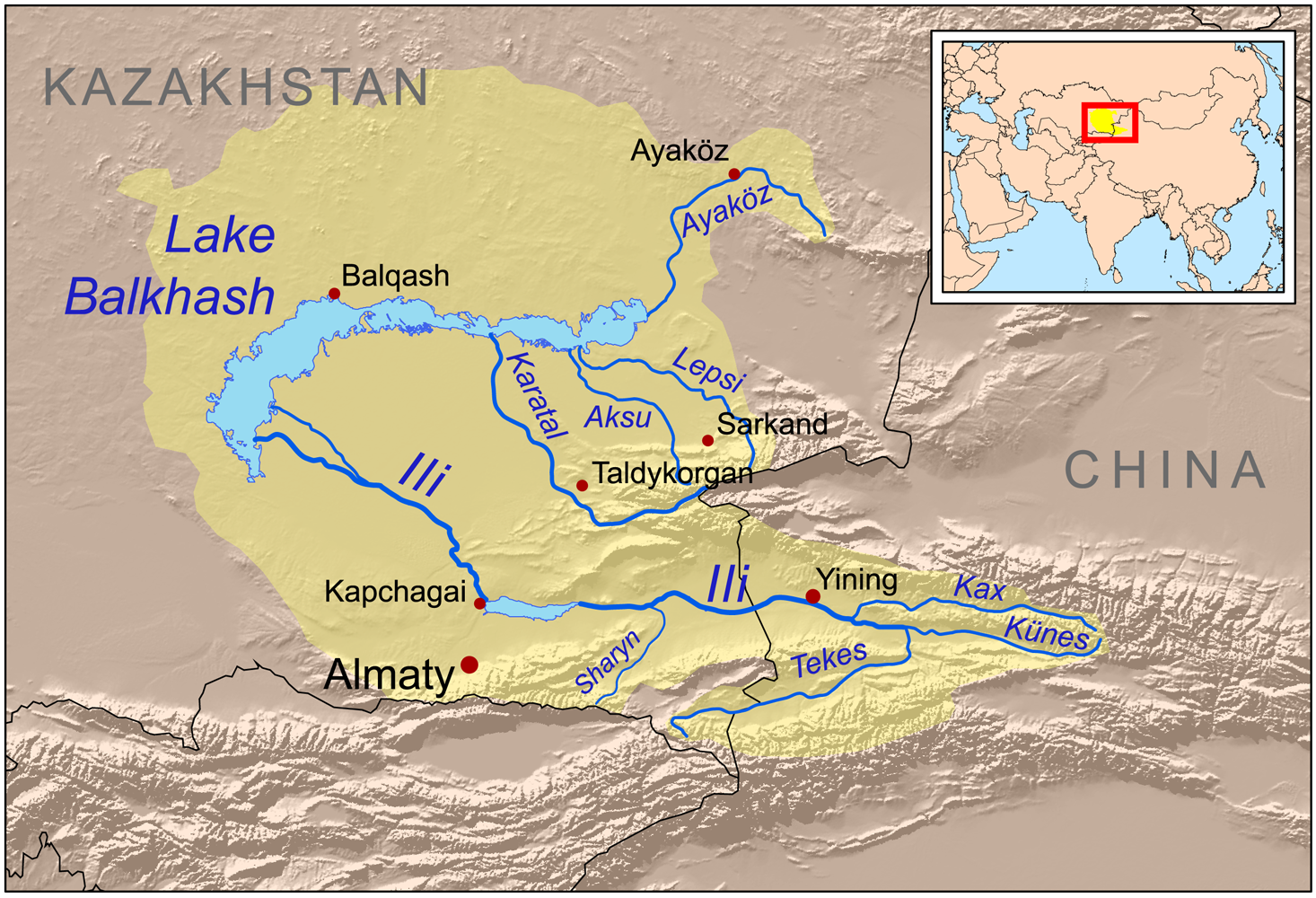
Los ríos restantes fluyen hacia lago Baljash.

Las tierras del decimonónico óblast de Semirechye incluían las estepas al sur del lago Baljash y partes de las montañas Tian Shan alrededor del lago Issyk-Kul. La provincia tenía un área de 147,300 km², y estaba delimitada por la óblast de Semipalátinsk al norte, por China (Xinjiang) al este y al sur, y por las antiguas provincias rusas de Ferganá, Sir Daria y Akmólinsk por el oeste.
Las montañas Dzungarian Alatau, que lo separaban de la región china de Kulja, se extienden al suroeste hacia el río Ili, con una altitud promedio de 2700 m sobre el mar, varias cumbres aisladas cubiertas de nieve que alcanzan 3,400 a 4,300 m. En el sur, la región abarca los intrincados sistemas de Ala-Tau y Tian Shan. Dos cordilleras del primero, el Trans-Ili Ala-tau y el Terskey Ala-tau, se extienden a lo largo de la costa norte del lago Issyk-Kul, ambas de 3.000 a 4.600 m y ambas parcialmente cubiertas de nieve. Al sur del lago, dos cordilleras del Tian Shan, separadas por el valle del Naryn, se extienden en la misma dirección, elevando sus picos helados a 1,800 y 2,400 m; mientras que hacia el oeste desde el lago las laderas precipitadas de la cadena Alexander, de 2,700 a 3,000 m de altura, con picos de 900 a 1,200 m, se extienden hasta la antigua óblast de Sir Daria (que contenía las ciudades kazajas del sur de Chimkent, Auliye-ata y Turkestán). Otro complejo montañoso de una elevación mucho más baja se extiende hacia el noroeste desde el Trans-Ili Ala-tau hacia el extremo sur del lago Baljash. En el norte, donde la provincia limitaba con Semipalátinsk, incluía las partes occidentales de la rama de Tarbagatai, cuyas cumbres no alcanzan el límite de nieve perpetua. El resto de la provincia consistía en una estepa fértil en el noreste (Sergiópol) y vastas estepas de arena inhabitables en el sur del lago Balkhjash. Al sur de estos, al pie de las montañas y en la entrada a los valles, hay ricas zonas de tierra fértil.